# Sibylle de Conversano
Sibylle de Conversano (Conversano, Apulie, vers 1080 – Rouen, Normandie, 18 mars 1103), duchesse de Normandie, est une noble italo-normande de la fin du XIe siècle qui fut l'épouse du duc de Normandie Robert Courteheuse.

## Biographie
Sibylle naît vraisemblablement à Conversano, près de Bari, autour de l'an 1080. Appartenant à la noblesse normande d'Italie du Sud, elle est la fille de Godefroi, comte de Conversano et de Brindisi, et apparenté à l'une des deux familles normandes les plus puissantes d'Italie méridionale, les Hauteville. En effet, selon Orderic Vital, Godefroi serait un neveu de Robert Guiscard, duc d'Apulie, de Calabre et de Sicile, tandis que Geoffroi Malaterra mentionne Godefroi de Conversano ainsi : Gaufridum de Conversano neptem suis [Roberti ducis]…filius…sororis suæ. La mère de Godefroi était probablement une sœur de Guiscard. Quant à la mère de Sibylle, Sykelgaita, elle était la fille du comte de Molise Rodolphe, d'origine normande et fils de Guimond de Moulins, et d'une noble lombarde.
Les chroniqueurs mentionnant Sibylle parlent tous d'une jeune femme belle et cultivée.
Au cours de l'hiver 1099-1100 ou au printemps 1100, elle épousa le duc de Normandie et fils aîné de Guillaume le Conquérant, Robert Courteheuse, de retour de Croisade, qui a fait halte chez ses compatriotes normands d'Italie, accueilli notamment par Roger Borsa, fils et successeur de Guiscard. Sibylle quitte donc l'Apulie pour la Normandie au printemps de l'an 1100.
Elle est la mère du prince normand Guillaume de Normandie dit « Cliton », né le 25 octobre 1102.
Sibylle de Conversano meurt jeune à Rouen le 18 mars 1103, âgée d'une vingtaine d'années. Selon Orderic Vital et Robert de Torigni, elle fut assassinée par empoisonnement à l'instigation d'une maîtresse du duc Robert, Agnès de Ribemont, femme de Gautier II Giffard, comte de Buckingham.
Dans la cathédrale de Rouen se trouve toujours une pierre tombale dédiée à Sibylle avec cette inscription en latin :
Sibylla de Conversana
Apulien ortu
quam duxit uxorem
Robertus Brevis ocrea dictus
Normannorum dux
invict ifilius Guillelmi Conquistatoris
acerba nimis morte praerepta
post biennium conubi
A. m. - M - C - II
Gentis olim delicium dein desiderium
nunc cinis
serius revictura

TRADUCTION :
Sibylle de Conversano, née dans les Pouilles, que prit pour épouse Robert dit Courteheuse, duc des Normands, fils de l'invaincu Guillaume le Conquérant, enlevée par une mort trop prématurée après deux ans de mariage. Année de mort 1102. D'abord aimée puis regrettée du peuple, Aujourd'hui cendres, elle revivra plus tard.

## Remarques complémentaires
- Sibylle de Conversano est décédée en 1103 (et non en 1102 comme indiqué dans l'inscription).
- Une épitaphe à sa mémoire, aujourd'hui disparue, se trouvait également dans la cathédrale de Rouen. Nous la connaissons grâce au moine Orderic Vital, qui l'a reproduite dans l'un de ses ouvrages. Son texte latin et sa traduction sont disponibles aux pages 286 et 287.

## Sources
- Geoffroi Malaterra
- Orderic Vital
- Guillaume de Malmesbury
- Robert de Torigni